# Niles (Illinois)

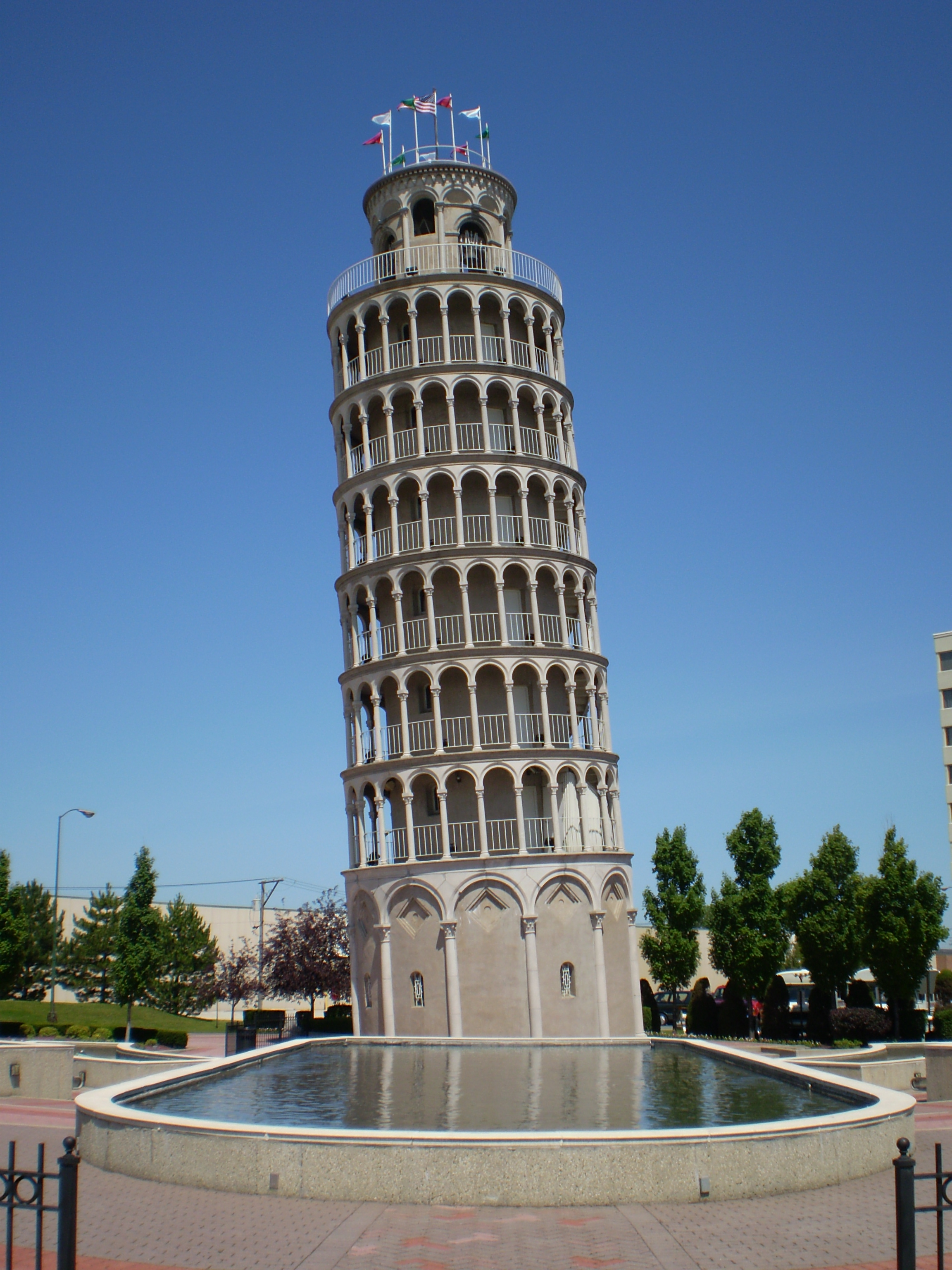
Krzywa Wieża w Niles

Niles – wieś w hrabstwie Cook w stanie Illinois w Stanach Zjednoczonych, należące do aglomeracji chicagowskiej, położone nad rzeką Chicago. Najważniejszą arterią miejscowości jest Milwaukee Avenue.

## Atrakcje i zabytki
- W 1872 został założony cmentarz św. Wojciecha - uznawany za największą polską nekropolię poza granicami kraju.
- Od 1934 w Niles stoi kopia Krzywej Wieży z Pizy. Oryginalna Krzywa Wieża w Pizie jest dwa razy większa.
- Na cmentarzu św. Wojciecha stanął Pomnik Katyński autorstwa Wojciecha Seweryna upamiętniający ofiary zbrodni katyńskiej.

## Miasta partnerskie
- Piza, Włochy
- Nauplion, Grecja
- Leixlip, Irlandia
- Limanowa, Polska